# شهرستان پارمر (تگزاس)

موقعیت شهرستان در ایالت تگزاس

پارمر یکی از شهرستان‌های ایالت تگزاس می‌باشد.
این شهرستان در شمال‌غربی این ایالت است.
جمعیت این شهرستان در سال ۲۰۱۰ میلادی معادل ۱۰۲۶۹ نفر بود.

## نگارخانه

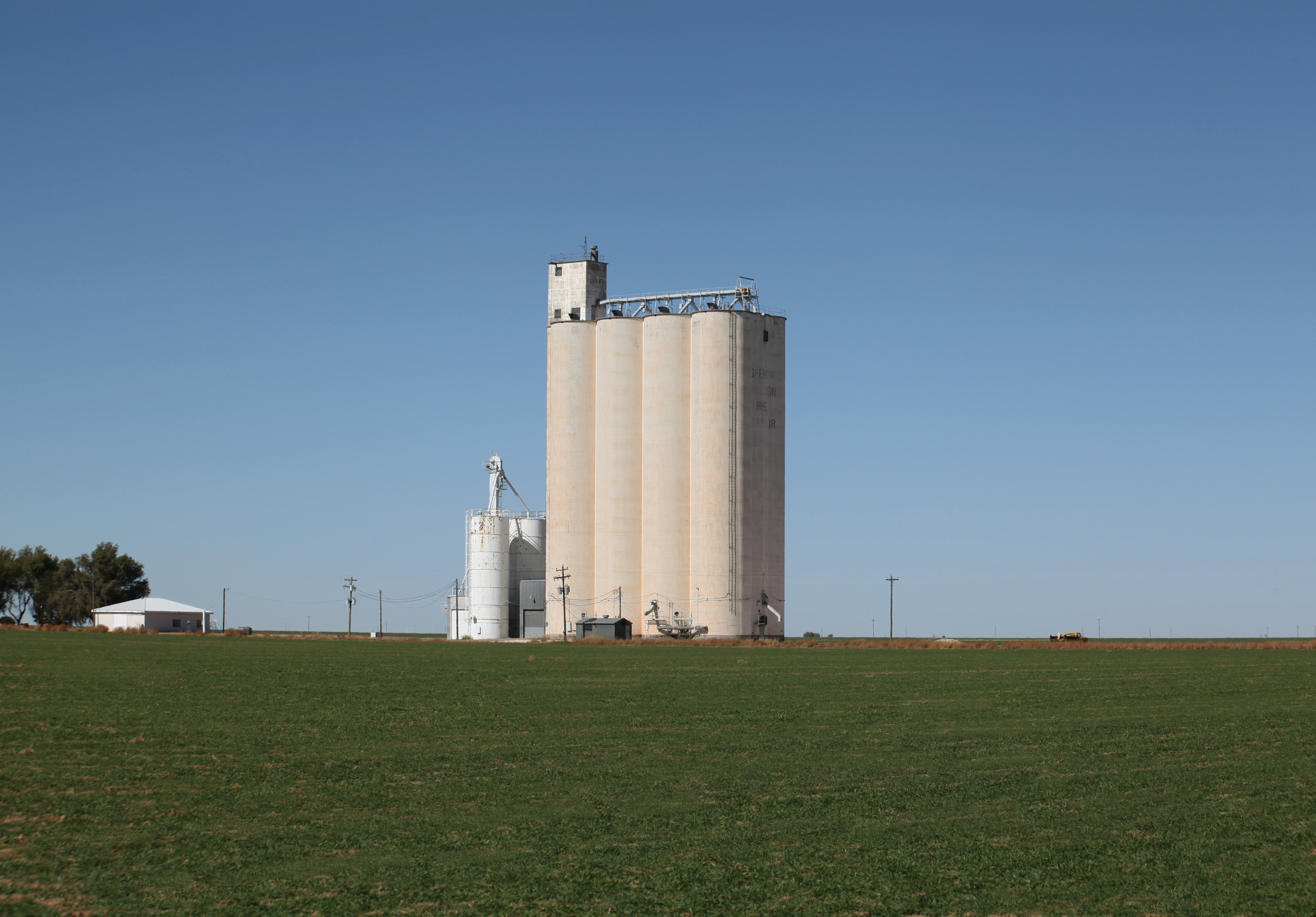
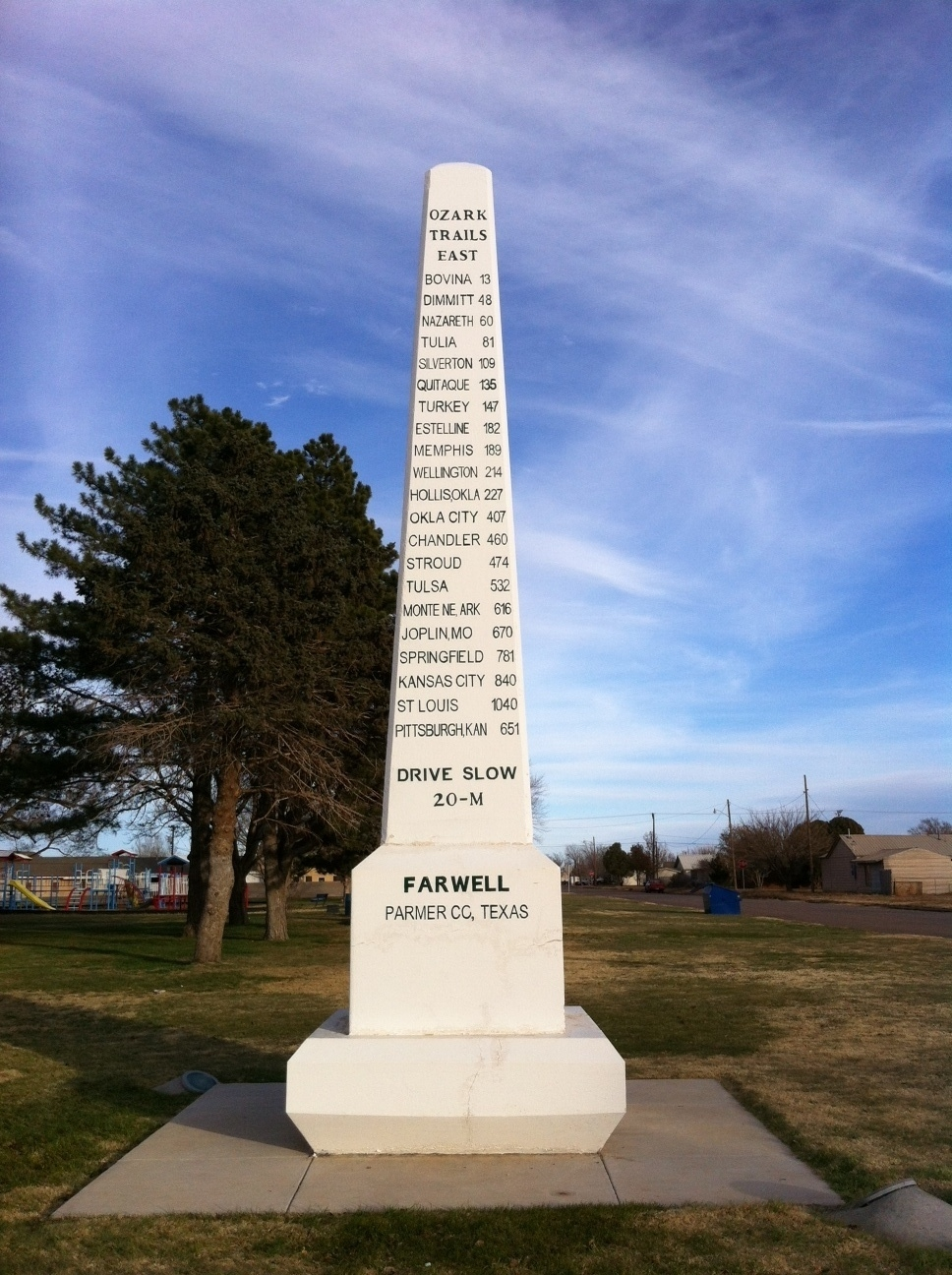
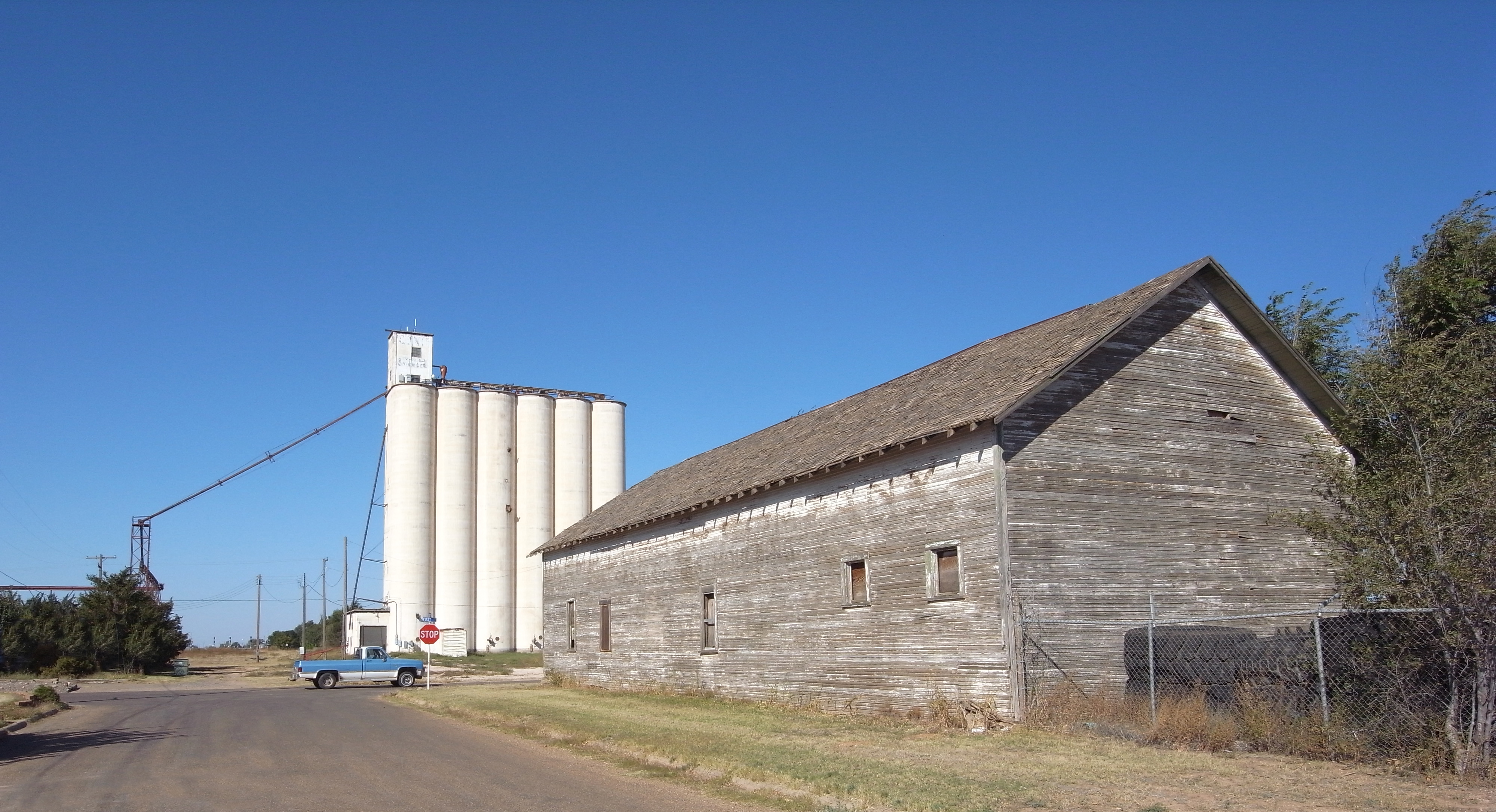